# Fahrzeuglandungsschiff

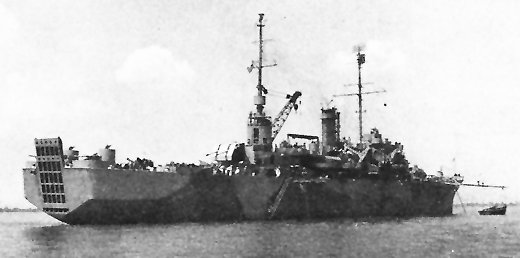
Fahrzeuglandungsschiff LSV-5

Fahrzeuglandungsschiffe (englisch Landing Ship, Vehicle – LSV), später Fahrzeugtransportschiff (englisch Vehicle Cargo Ship, ebenfalls LSV) genannt, entstanden während des Zweiten Weltkriegs in den USA als amphibische Transporter, denen das Prinzip des RoRo-Schiffs zugrunde lag.

## Geschichte
Am 21. April 1944 wurden zwei Minenschiffe der Catskill-Klasse und vier Netzleger der Osage-Klasse zu Fahrzeuglandungsschiffen für den Kriegsschauplatz Pazifik bestimmt und entsprechend umgebaut. Die schwimmfähigen Fahrzeuge an Bord (DUKW und Landungsboote der Typen LCVP und LVT) konnten vor Erreichen der Küste das LSV über die Heck- und Seitenpforten verlassen. Die ersten LSV konnten bis zu 21 leicht gepanzerte Kettenfahrzeuge und bis zu 31 Heereszugmaschinen oder LKW, einige sogar noch weitere 14 Fahrzeuglandungsboote, sowie zwischen 868 und 1.358 Mann an Truppen aufnehmen.

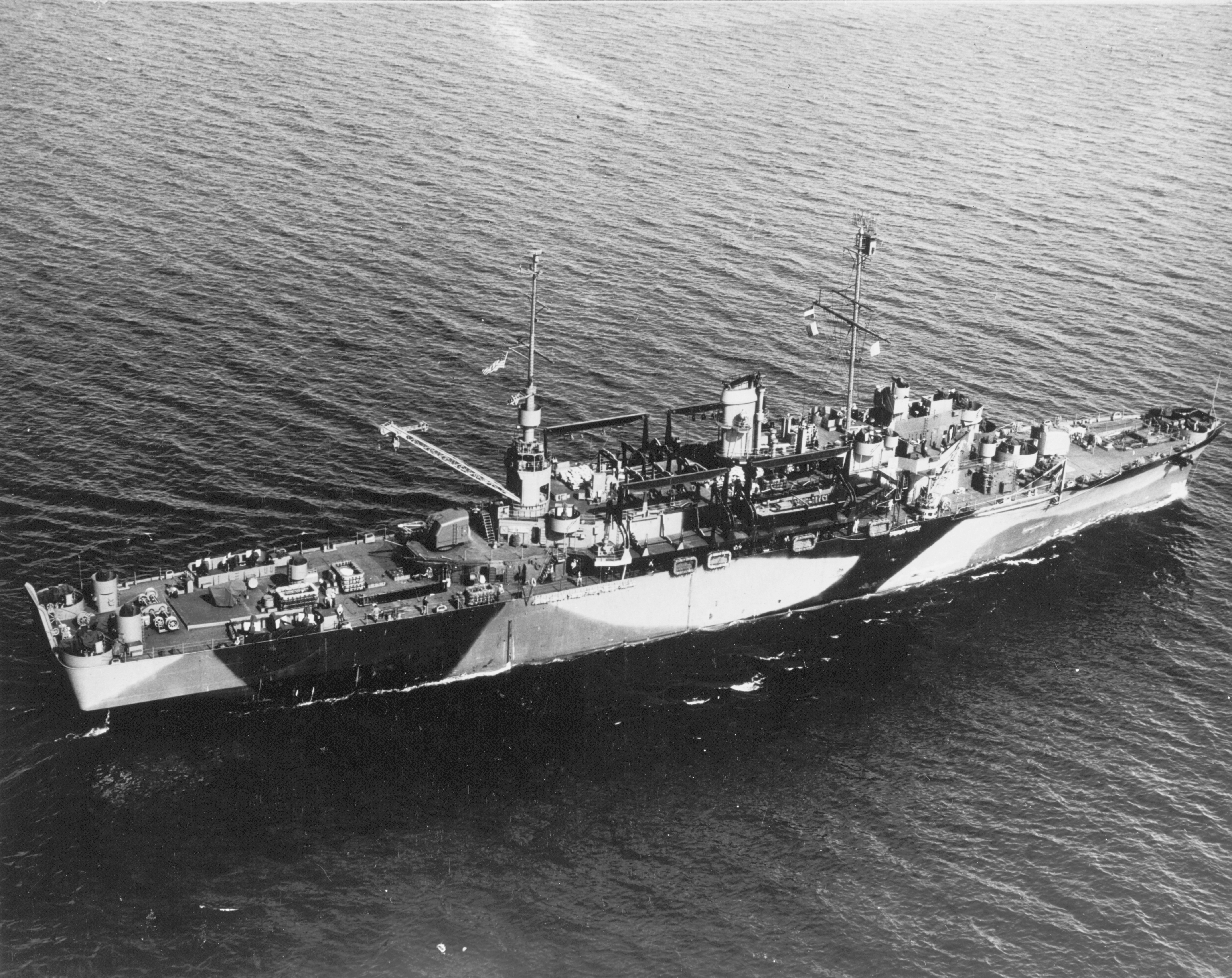
LSV-6 kurz nach Umbau zum LSV im Oktober 1944

Bei einer Verdrängung von 4.626 bis 5.875 Tonnen konnten sie mit einer Geschwindigkeit von 21 Knoten laufen. Sie waren mit zwei 5-Zoll-Kanonen in Einzellafette, vier 40-mm-Zwillingsflak und zwanzig 20-mm-Schnellfeuerkanonen bewaffnet.
Nach Ende des Zweiten Weltkriegs wurden die LSV zwischen Juni 1946 und Mai 1947 zu Minenfahrzeugen umgerüstet und in die Reserveflotte gegeben, teilweise aber im Vietnamkrieg erneut verwendet.
Im Januar 1963 wurden in einem zweiten Anlauf erneut T-LSV aus bestehenden Schiffen umgerüstet, die ebenfalls nach dem Prinzip des RoRo-Schiffs be- und entladen werden konnten, dafür aber Hafenanlagen (Piers) benötigten. Dementsprechend wurden sie trotz der Kennung T-LSV auch nicht als Fahrzeuglandungsschiffe, sondern als Fahrzeugtransportschiffe bezeichnet, worauf das T in der Kennung deutet. Das T in der Kennung weist außerdem auf mit Zivilbesatzung fahrende Schiffe unter der Regie des Seetransport-Kommandos (MSC = Military Sealift Command bzw. früher MSTS = Military Sea Transportation Service) hin.
1968 wurde dann auch die Kennung LSV zugunsten AKR (A = Auxiliary = Hilfsschiff) aufgegeben.

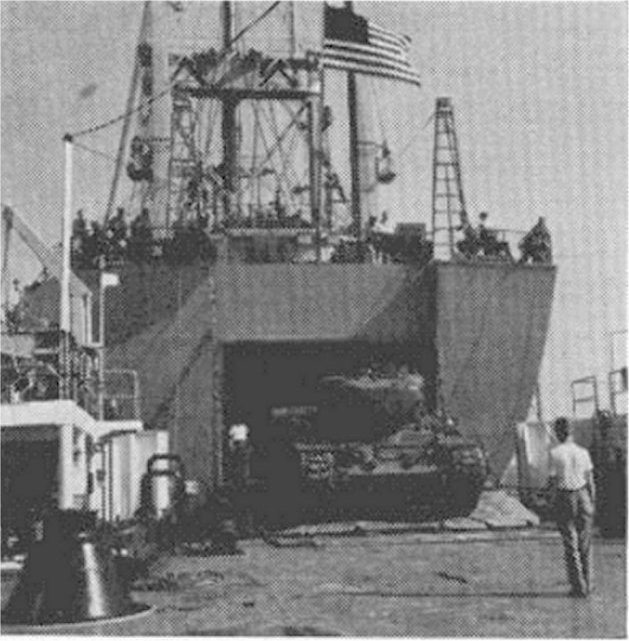
T-LSV-7 bei der Entladung eines Kampfpanzers

## Fahrzeuglandungsschiffe
- LSV-1 Catskill später MCS-1
- LSV-2 Ozark später MCS-2
- LSV-3 Osage später MCS-3
- LSV-4 Saugus später MCS-4
- LSV-5 Monitor später MCS-5
- LSV-6 Montauk umbenannt in Galilea (AKN-6)
- T-LSV-7 Comet ex T-AK-269, später T-AKR-7
- T-LSV-8 Taurus ex T-AK-273
- T-LSV-9 Sea Lift umbenannt in Meteor (T-AKR-9)